# 스테파니 토팔랸
스테파니 노노시타 토팔랸(영어: Stephanie Nonoshita Topalian, 아르메니아어: Ստեֆանի Թոփալյան, 1987년 8월 5일 ~ )은 아르메니아와 일본계 미국인 싱어송라이터이다. 일본인 어머니와 아르메니아계 미국인 아버지 사이에서 태어났다. 유로비전 송 콘테스트 2015에서 아르메니아 대표로 참가한 지니앨러지의 멤버이다.